# Мирошин, Виктор Николаевич
Виктор Николаевич Мирошин (6 апреля 1944, Киев — 20 февраля 2018, Киев) — советский футболист, полузащитник. Мастер спорта СССР (1966).

## Биография
Начинал играть в 1956 году за «Темп» Киев, в команде 1942 года рождения в нападении. Третий призёр Спартакиады школьников в Баку.
Весной 1962 года Виктором Терентьевым был приглашён в дубль киевского «Динамо», где был переведён в полузащиту. Играл за юношескую команду «Динамо» и юношескую сборную СССР Евгения Лядина. Не пробившись в основной состав, в 1966 году перешёл в одесский «Черноморец». На международном турнире в Ереване получил приз лучшего полузащитника. Полуфиналист Кубка СССР 1965/66. Концовку сезона-68 провёл в дубле ЦСКА. Следующие три года отыграла в днепропетропетровском «Днепре», после чего завершил карьеру в командах мастеров. Играл за «Большевик» Киев, работал тренером любительских и юношеских команд Киева.
Скончался 20 февраля 2018 года. Похоронен в селе Софиевская Борщаговка.